# Chixdiggit (álbum)
Chixdiggit es el primer disco la banda de pop punk canadiense del mismo nombre y fue lanzado al mercado por la discográfica Sub Pop Records en 1996. 

## Canciones
Todas las canciones fueron escritas por KJ Jansen.
1. Dolphins Love Kids - 0:59
2. Great Legs - 0:54
3. Where's Your Mom - 1:58
4. Henry Rollins Is No Fun - 1:14
5. I Wanna Hump You - 2:15
6. Song For "R" - 2:08
7. Stacked Like That - 0:48
8. Hemp Hemp Hooray - 3:37
9. 323 - 1:22
10. Angriest Young Men (We're The) - 1:51
11. Toilet Seat's Coming Down - 1:29
12. Shadowy Bangers From A Shadowy Duplex - 2:15
13. Van Horne - 1:45
14. I Drove The Coquihalla - 1:45
15. (I Feel Like)(Gerry) Cheevers (Stitch Marks On My Heart) - 3:01